# Ruslan Mingazov
Ruslan Mingazov (turkmensky Ruslan Kamilýewiç Mingazow; * 23. listopadu 1991, Ašchabad) je turkmenský fotbalový záložník a reprezentant. Narodil se v rodině Tatarů. Od léta 2019 je opět hráčem klubu SK Slavia Praha.

## Životopis
Ruslan Mingazov se narodil 23. listopadu 1991 v Ašchabadu. Je synem fotbalisty Köpetdag Ašchabad, turkmenského reprezentanta a trenéra Kamila Mingazova. Ruslan má dvě sestry.
19. prosince 2014 se v Ašchabadu oženil s dlouholetou přítelkyní Aygul.

## Klubová kariéra
V Turkmenistánu hrál profesionálně za FK Ašchabad. V srpnu 2009 přestoupil do lotyšského popředního klubu Skonto FC z Rigy. Se Skontem vyhrál v roce 2010 Virslīgu (1. lotyšská liga) a v roce 2012 lotyšský fotbalový pohár. V roce 2011 vyhrál s týmem i poslední ročník Baltské fotbalové ligy, kdy ve finále Skonto porazilo ligového rivala FK Ventspils až v penaltovém rozstřelu.
Zahrál si i v Evropské lize 2013/14 proti českému týmu FC Slovan Liberec, kde padl do oka tehdejšímu kouči Liberce Jaroslavu Šilhavému.
V sezoně 2013/14 byl vyhlášen nejlepším hráčem Virslīgy.

### FK Baumit Jablonec
Jaroslav Šilhavý přešel do klubu FK Baumit Jablonec a o hráče jevil nadále zájem. V srpnu 2014 se jednalo o přestupu Mingazova z Rigy do Jablonce, dopadl úspěšně, hráč podepsal s klubem smlouvu. V 1. české lize debutoval 31. srpna 2014 v šestém kole proti AC Sparta Praha (prohra 0:2), dostal se na hřiště v průběhu druhého poločasu. První branku v Synot lize zaznamenal 3. října 2014 v duelu proti FK Dukla Praha (vysoká výhra 6:0).

### SK Slavia Praha
13. června 2016 přestoupil do pražské Slavie, se kterou podepsal tříletou smlouvu. V září 2016 se opět sešel s trenérem Šilhavým, jenž Slavii převzal po Dušanu Uhrinovi ml. V sezoně 2016/17 se Mingazov zapsal do análů derby s AC Sparta Praha, když v úplném závěru zápasu nasimuloval pád (naskočil a přepadl přes protihráče Vjačeslava Karavajeva), což následně v pozápasovém rozhovoru přiznal. „Snažil jsem se držet balon, ale když jsem viděl jeho nohu, tak jsem přes ni přepadl. Ale kontakt tam byl." řekl turkmenský záložník. Zápas díky proměněné penaltě Milanem Škodou skončil remízou 1:1.

V sezóně 2016/17 získal se Slavií titul mistra nejvyšší české soutěže.

### FK Mladá Boleslav (hostování)
V létě 2017 proběhla ve Slavii řada hráčských změn, přišlo vícero hráčů ze zahraničí. Mingazov nebyl vytížen a v září téhož roku odešel hostovat na půl roku do klubu FK Mladá Boleslav, kterému nevyšel start do sezóny 2017/18 české ligy. O Mingazova stál trenér Dušan Uhrin ml., který jej v létě 2016 přivedl z Jablonce do Slavie Praha. Hned v prvním ligovém zápase 10. září v dresu Mladé Boleslavi slavil Ruslan výhru 3:0 nad FC Zbrojovka Brno, ke které přispěl jedním gólem. V Boleslavi odehrál do konce roku 2017 sedm ligových utkání, v nichž dvakrát skóroval.

## Reprezentační kariéra
V A-mužstvu Turkmenistánu debutoval 14. dubna 2009 v kvalifikaci na AFC Challenge Cup proti Maledivám. Svůj první gól za národní tým vstřelil proti Bhútánu hned v příštím utkání 16. dubna 2009. Druhý gól dal 8. února 2012 v zápase proti Maledivám. S národním týmem dvakrát dosáhl finále AFC Challenge Cup.
Zúčastnil se Asijských her v roce 2010, kde skóroval proti Bahrajnu.
Hrál v kvalifikaci na LOH 2012 v Londýně. V odvetě prvního kola 9. března 2011 vstřelil jediný a tudíž vítězný gól proti Indonésii.